# 1560년

## 연호
- 명(明) 가정(嘉靖) 39년
- 일본(日本) 에이로쿠(永禄) 3년
- 후 레 왕조(後黎朝) 찐찌(正治) 3년
- 막 왕조(莫朝) 꽝바오(光寶) 6년

## 기년
- 류큐(琉球) 쇼겐왕(尚元王) 5년
- 명(明) 세종 가정제(世宗 嘉靖帝) 39년
- 조선(朝鮮) 명종(明宗) 15년
- 후 레 왕조(後黎朝) 영종(英宗) 4년
- 막 왕조(莫朝) 선종(宣宗) 14년

## 사건
- 6월 12일 - 일본 센고쿠 시대 오케하자마 전투에서 오다 노부나가가 이마가와 요시모토을 기습공격하여 패배시키다.
- 9월 2일 - 프랑스 툴루즈 고등법원에서 마르탱 게르 재판의 판결이 나다.

## 탄생
- 1월 17일 - 스위스의 식물학자 카스파 바우힌. (~?)
- 3월 29일 - 아즈치모모야마 시대의 무장, 다이묘 이시다 미쓰나리. (~1600년)
- 5월 5일 - 아즈치모모야마 시대, 에도 시대 전기의 무장 고토 모토쓰구. (~1615년)
- 6월 25일 - 스페인의 화가 후안 산체스 코탄. (~?)
- 8월 25일 - 조선의 무신, 군인, 정치인 박진. (~1597년)
- 11월 3일 - 이탈리아의 화가 안니발레 카라치. (~1609년)

### 미상
- 우에스기씨의 가로 나오에 가네쓰구. (~1619년)

## 사망
- 6월 12일 - 센고쿠 시대의 다이묘 이마가와 요시모토. (1519년~)
- 9월 29일 - 스웨덴의 왕 구스타브 1세 바사. (1496년~)
- 12월 5일 - 프랑스의 왕 프랑수아 2세. (1544년~)

### 미상
- 조선 중기의 문신, 성리학자 김인후. (1510년~)